# Chilonopsis melanoides
Chilonopsis melanoides foi uma espécie de gastrópodes da família Subulinidae.
Foi endémica da Santa Helena (território).